# San Francisco Composers Chamber Orchestra
La San Francisco Composers Chamber Orchestra (SFCCO) è un'orchestra da camera con sede a San Francisco, California, Stati Uniti. È stata fondata nel 2002 ed è dedicata all'esecuzione di musica classica contemporanea, il più delle volte opere dei membri dell'orchestra. Il gruppo ha anche suonato musiche di altri compositori della California, tra cui John Cage, Henry Cowell, Bernard Herrmann, Darius Milhaud, Terry Riley, Gerhard Samuel, e Igor Stravinsky.

## Storia
Il direttore dell'orchestra, co-fondatore e direttore musicale è Mark Alburger; co-fondatore e direttore esecutivo è Erling Wold. I suoi direttori associati sono John Kendall Bailey e Martha Stoddard; gli altri membri del consiglio sono Michael Cooke, Lisa Scola Prosek.
La San Francisco Composers Chamber Orchestra (SFCCO) è un'orchestra unica negli Stati Uniti. Dal suo primo concerto nel marzo 2002, la SFCCO ha fatto debuttare più opere nuove di qualsiasi altra orchestra nell'Area della Baia di San Francisco. Il gruppo è costituito principalmente da compositori/esecutori, che formano un'organizzazione unica dedicata a democratizzare l'orchestra sinfonica, rendendola disponibile a compositori di molti stili e in molte fasi di sviluppo, da quelli già affermati agli emergenti. Il risultato è una offerta diversificata di nuova musica. In qualsiasi concerto il pubblico può sentire numerosi stili, tra i quali il Neoromantico, il Seriale, lo stile Neoclassico, Minimalista, Rumorismo e Improvvisato.
La SFCCO adotta un approccio informale per i suoi concerti, sottolineando la comunicazione con il pubblico in chiacchierate che avvengono prima, durante e dopo i pezzi, attirando gli ascoltatori nel mondo della creazione musicale. L'obiettivo del gruppo è quello di invertire la tendenza orchestrale corrente principale che presenta per lo più musica classica antica, eseguendo 6-8 opere nuove in un concerto, piuttosto che solo pochi pezzi nuovi in un anno intero.

### Ascolto
- San Francisco Composers Chamber Orchestra audio samples

### Video
- San Francisco Composers Chamber Orchestra video samples

| Controllo di autorità | VIAF (EN) 299980634 · LCCN (EN) n2013021471 |